# Volcán de San Juan
Ne doit pas être confondu avec Champ volcanique de San Juan.
Le Volcán de San Juan est un cratère volcanique d'Espagne situé aux îles Canaries, sur l'île de La Palma. Il constitue l'une des nombreuses bouches éruptives de la Cumbre Vieja, l'un des volcans actifs de l'archipel. Il s'est formé en 1949 au cours d'une éruption d'une durée de 47 jours. Une fissure de trois kilomètres de longueur s'ouvre et laisse s'échapper des coulées de lave qui détruisent des cultures et laissent dans le paysage des cônes volcaniques et des tunnels de lave.

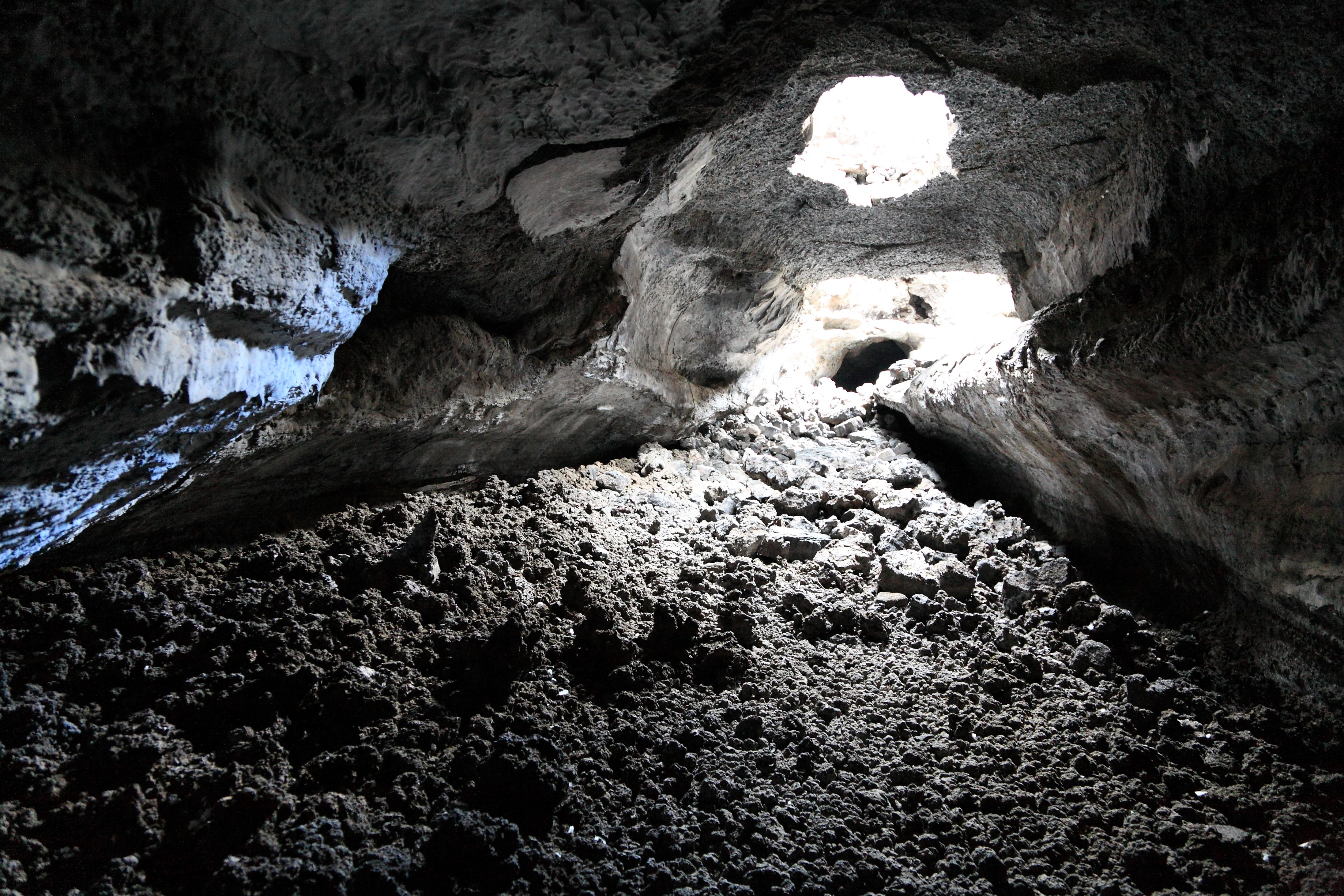
Tunnel de lave formé pendant l'éruption.